# العلاقات اليابانية الكوستاريكية
العلاقات اليابانية الكوستاريكية هي العلاقات الثنائية التي تجمع بين اليابان وكوستاريكا.

## مقارنة بين البلدين
هذه مقارنة عامة ومرجعية للدولتين:
| وجه المقارنة                                              | اليابان         | كوستاريكا                                 |
| --------------------------------------------------------- | --------------- | ----------------------------------------- |
| المساحة (كم2)                                             | 377.97 ألف      | 51.10 ألف                                 |
| عدد السكان (نسمة)                                         | 126.79 مليون    | 4.91 مليون                                |
| الكثافة السكانية (ن./كم²)                                 | 335.45          | 96.09                                     |
| العاصمة                                                   | طوكيو           | سان خوسيه                                 |
| اللغة الرسمية                                             | اللغة اليابانية | اللغة الإسبانية                           |
| العملة                                                    | ين ياباني       | كولون كوستاريكي                           |
| الناتج المحلي الإجمالي (بليون دولار)                      | 4.87 تريليون    | 57.06 مليار                               |
| الناتج المحلي الإجمالي (تعادل القوة الشرائية) بليون دولار | 5.18 تريليون    | 74.98 مليار                               |
| الناتج المحلي الإجمالي الاسمي للفرد دولار أمريكي          | 34.52 ألف       | 11.26 ألف                                 |
| الناتج المحلي الإجمالي للفرد دولار أمريكي                 | 36.62 ألف       | 14.92 ألف                                 |
| مؤشر التنمية البشرية                                      | 0.903           | 0.766                                     |
| رمز المكالمات الدولي                                      | +81             | +506                                      |
| رمز الإنترنت                                              | .jp             | .cr، قائمة نطاقات المستوى الأعلى للإنترنت |
| المنطقة الزمنية                                           | توقيت اليابان   | 00                                        |

## مدن متوأمة
في ما يلي قائمة باتفاقيات التوأمة بين مدن يابانية وكوستاريكية:
- ترتبط كيسين-نوما مع بونتاريناس [الإنجليزية]‏ باتفاقية توأمة.
- ترتبط أوكاياما مع سان خوسيه باتفاقية توأمة.

## منظمات دولية مشتركة
يشترك البلدان في عضوية مجموعة من المنظمات الدولية، منها:
| علم المنظمة | اسم المنظمة                               | تاريخ انضمام اليابان | تاريخ انضمام كوستاريكا |
| ----------- | ----------------------------------------- | -------------------- | ---------------------- |
|             | يونسكو                                    | 2 يوليو 1951         | 19 مايو 1950           |
|             | الفريق المعني برصد الأرض                  | ?                    | ?                      |
|             | مؤسسة التمويل الدولية                     | 20 يوليو 1956        | 20 يوليو 1956          |
|             | المركز الدولي لتسوية المنازعات الاستشارية | 16 سبتمبر 1967       | 27 مايو 1993           |
|             | منظمة حظر الأسلحة الكيميائية              | ?                    | ?                      |
|             | مؤسسة التنمية الدولية                     | 27 ديسمبر 1960       | 30 يونيو 1961          |
|             | منظمة التجارة العالمية                    | ?                    | ?                      |
|             | وكالة ضمان الاستثمار متعدد الأطراف        | 12 أبريل 1988        | 8 فبراير 1994          |
|             | الاتحاد البريدي العالمي                   | ?                    | ?                      |
|             | الاتحاد الدولي للاتصالات                  | 29 يناير 1879        | 13 سبتمبر 1932         |
|             | منظمة الشرطة الجنائية الدولية             | ?                    | ?                      |
|             | الأمم المتحدة                             | 18 ديسمبر 1956       | 2 نوفمبر 1945          |
|             | البنك الدولي للإنشاء والتعمير             | 13 أغسطس 1952        | 8 يناير 1946           |

## وصلات خارجية
- موقع وزارة الخارجية اليابانية
- موقع وزارة الخارجية الكوستاريكية